# La irrazonable ineficacia de las matemáticas
La irrazonable ineficacia de las matemáticas es una frase que alude al artículo del físico Eugene Wigner, La irrazonable eficacia de la Matemática en las Ciencias Naturales. Esta frase pretendía sugerir a modo de paráfrasis chistosa que el análisis matemático no ha demostrado ser tan valioso en otros campos como lo ha sido en la física.

## Ciencias de la vida
I. M. Gelfand, un matemático que trabajó en biomatemáticas y biología molecular, así como en muchos otros campos de las matemáticas aplicadas, es citado diciendo:
Eugene Wigner escribió un famoso ensayo sobre la irracional eficacia de las matemáticas en las ciencias naturales. Se refería a la física, por supuesto. Sólo hay una cosa que es más irracional que la irracional eficacia de las matemáticas en la física, y es la irracional ineficacia de las matemáticas en la biología
Un punto de vista opuesto es dado por Leonard Adleman, un científico informático teórico que fue pionero en el campo de la [[Computación basada en ADN
computación de ADN]]. En opinión de Adleman, "las ciencias llegan a un punto en el que se matematizan", comenzando en los márgenes, pero finalmente "los temas centrales en el campo se comprenden lo suficiente como para que puedan ser pensados matemáticamente. Ocurrió en la física en la época del Renacimiento; comenzó en química después de que John Dalton desarrollara la teoría atómica" y en la década de 1990 estaba teniendo lugar en biología. A principios de la década de 1990, "la biología ya no era la ciencia de las cosas que olían raro en los refrigeradores (mi punto de vista de los días de estudiante en la década de 1960). El campo estaba experimentando una revolución y estaba adquiriendo rápidamente la profundidad y el poder que antes se asociaban exclusivamente con las ciencias físicas. La biología era ahora el estudio de la información almacenada en el ADN, cadenas de cuatro letras: A, T, G y C, y las transformaciones que sufre la información en la célula. ¡Aquí había matemáticas!". 

## Economía y finanzas
K. Vela Velupillai escribió sobre La irrazonable ineficacia de las matemáticas en economía. Para él, "la precipitación con la que los economistas se han dotado de un conocimiento a medias de las tradiciones matemáticas ha conducido a una economía matemática antinatural y a una teoría económica no numérica". Su argumento se basa en la afirmación de que
La economía matemática es irrazonablemente ineficaz. Irrazonable, porque los supuestos matemáticos son económicamente injustificados; ineficaz porque las formalizaciones matemáticas implican estructuras no constructivas y no computables. Una matematización razonable y efectiva de la economía implica Formalismos diofánticos. Estos vienen con indecidibilidades e incomputabilidades naturales. Frente a esto, [la] conjetura [es] que una economía para el futuro será más libre para explorar metodologías experimentales sustentadas en estructuras matemáticas alternativas.
Por otro lado, Sergio M. Focardi y Frank J. Fabozzi han reconocido que "la ciencia económica se considera generalmente menos viable que las ciencias físicas" y que "se han desarrollado modelos matemáticos sofisticados de la economía, pero su precisión es cuestionable hasta el punto de que la crisis económica de 2007-08 se atribuye a menudo a una fe injustificada en modelos matemáticos defectuosos"  (see also: ). No obstante, alegan que:
El manejo matemático de la economía ha sido razonablemente exitoso y que los modelos no son la causa detrás de la crisis actual. La ciencia de la economía no estudia las leyes inmutables de la naturaleza, sino los complejos artefactos humanos que son nuestras economías y nuestros mercados financieros, artefactos que están diseñados para ser en gran medida inciertos. y, por lo tanto, los modelos solo pueden ser moderadamente precisos. Aun así, nuestros modelos matemáticos ofrecen una valiosa herramienta de diseño para diseñar nuestros sistemas económicos. Pero las matemáticas de la economía y las finanzas no pueden ser las de la física. Las matemáticas de la economía y las finanzas son las matemáticas del aprendizaje y de la complejidad, similares a las matemáticas utilizadas en el estudio de los sistemas biológicos o ecológicos.
Un comentario más general de Irving Fisher es que:
La afirmación a menudo encontrada de que la formulación matemática de los problemas económicos da una imagen de exactitud teórica que no es fiel a la vida real es absolutamente correcta.  Pero, en mi opinión, esto no es una objeción, sino una ventaja muy definida, porque pone de relieve los principios de manera tan nítida que nos permite poner el dedo definitivamente en los puntos en que la imagen no es fiel a la vida real.

## Ciencias cognitivas
Roberto Poli, de la Universidad McGill, dio una serie de conferencias tituladas "La irracional ineficacia de las matemáticas en las ciencias cognitivas" en 1999. El resumen es:
Mi argumento es que es posible obtener una mejor comprensión de la "irracional efectividad" de las matemáticas en el estudio del mundo físico sólo cuando hemos entendido la igualmente "irracional ineficacia" de las matemáticas en las ciencias cognitivas (y, más en general, en todas las formas de conocimiento que no pueden reducirse al conocimiento sobre los fenómenos físicos). La biología, la psicología, la economía, la ética y la historia son casos en los que hasta ahora ha resultado imposible emprender una matematización intrínseca, ni remotamente comparable al análisis que ha sido tan fructífero en física. Consideraré algunas cuestiones conceptuales que podrían resultar importantes para enmarcar el problema de las matemáticas cognitivas (= matemáticas para las ciencias cognitivas), a saber, el problema de la n-dinámica, de la identidad, del tiempo y del presente especioso.  Los análisis anteriores se llevarán a cabo desde una perspectiva en parte inusual con respecto al problema de los fundamentos de las matemáticas.